# Djezon Boutoille
Djezon Boutoille est un footballeur né le 9 novembre 1975 à Calais.
Il a passé la majeure partie de sa carrière au LOSC Lille, puis a évolue au Amiens SC et au Calais RUFC. Il se reconvertit au poste d'entraîneur avec le club calaisien dans lequel il demeure jusqu'au dépôt de bilan en 2017. Il prend ensuite les rênes de l'US Gravelines à partir de l'été 2018

## Biographie

### Joueur

#### LOSC Lille (1992-2004)
Après avoir été formé au Calais RUFC, Djezon Boutoille fait ses débuts professionnels avec le LOSC le 19 décembre 1993 contre l'AS Cannes en D1.
Le jeune joueur s'impose petit à petit dans l'équipe et dispute la quasi-intégralité des saisons 1995-1996 et 1996-1997. Cette dernière s'achève par une relégation en D2. L'international espoir reste dans son club et va tenter de le faire remonter dans l'élite du championnat de France. Après deux saisons infructueuses, l'équipe de Vahid Halilhodžić termine première de la saison 1999-2000 et assure son retour en D1.
2000-2001 est synonyme d'exploit avec une troisième place finale et une qualification acquise pour la Ligue des champions. Un peu plus d'un an après son retour de D2, Djezon Boutoille découvre l'élite du football européen et élimine Parme en barrages. Le LOSC s'offre alors quelques rencontres de prestige contre l'Olympiakos de Christian Karembeu, le Deportivo La Corogne de Diego Tristán ou encore le Manchester United de David Beckham contre lequel Boutoille joue ses débuts en phase de poules à Old Trafford.

#### Amiens SC (2004-2005)
À partir de 2001-2002 le temps de jeu du calaisien diminue et l'arrivée de Claude Puel la saison suivante n'améliore pas sa situation. En janvier 2004, il part chercher du temps de jeu à l'Amiens SC en Ligue 2.

#### Calais RUFC (2005-2009)
Après une saison et demie en Picardie, Djezon Boutoille descend de deux divisions et part retrouver son club formateur en CFA. Il y connait la montée en National à l'issue de la saison 2006-2007.

### Entraîneur

#### Calais RUFC (2008-2017)
Lors de la saison 2008-2009, à la suite de la défaite (0-1) contre Bayonne, l'entraîneur calaisien Sylvain Jore décide de ne plus entraîner l'équipe (il sera reclassé directeur technique). Il est alors remplacé par Boutoille qui ne parviendra pas en 11 rencontres de championnat à sauver le club de la relégation.
Durant la saison suivante (2009-2010), il garde les rênes de l'équipe, reléguée en CFA2 à la suite d'une décision de la DNCG. Il parvient à décrocher le titre de champion mais le club se voit interdit de montée à la suite de problèmes financiers. En 2010-2011, le club finit une nouvelle fois premier de sa poule de CFA2 mais ne peut une nouvelle fois monter pour cause de fragilité financière. Boutoille reste entraîneur de l'équipe en 2011-2012.
En 2016 le club termine 9e du championnat (CFA).
Il quitte le CRUFC en 2017, à la suite du dépôt de bilan du club.

#### US Gravelines (depuis 2018)
Il rebondit à l'été 2018 dans le club de l'US Gravelines qui évolue en Régional 1.

## Statistiques en tant que joueur
Djezon Boutoille compte à son actif 143 matchs en Ligue 1 et 129 matchs de Ligue 2, sans oublier 4 matchs en Ligue des Champions.
| Saison                | Club                  | Championnat           | Championnat | Championnat | Coupe nationale | Coupe nationale | Coupe de la Ligue | Coupe de la Ligue | Compétition(s) continentale(s) | Compétition(s) continentale(s) | Compétition(s) continentale(s) | Total | Total |
| Saison                | Club                  | Division              | M.          | B.          | M.              | B.              | M.                | B.                | Comp.                          | M.                             | B.                             | M.    | B.    |
| 1993-1994             | LOSC Lille            | Division 1            | 9           | 0           | 1               | 0               | -                 | -                 | -                              | -                              | -                              | 10    | 0     |
| 1994-1995             | LOSC Lille            | Division 1            | 11          | 0           | -               | -               | 1                 | 0                 | -                              | -                              | -                              | 12    | 0     |
| 1995-1996             | LOSC Lille            | Division 1            | 35          | 5           | 2               | 0               | 1                 | 0                 | -                              | -                              | -                              | 38    | 5     |
| 1996-1997             | LOSC Lille            | Division 1            | 27          | 4           | 3               | 1               | 1                 | 1                 | -                              | -                              | -                              | 31    | 6     |
| 1997-1998             | LOSC Lille            | Division 2            | 35          | 10          | -               | -               | 1                 | 1                 | -                              | -                              | -                              | 36    | 11    |
| 1998-1999             | LOSC Lille            | Division 2            | 33          | 4           | 3               | 1               | 1                 | 0                 | -                              | -                              | -                              | 37    | 5     |
| 1999-2000             | LOSC Lille            | Division 2            | 30          | 12          | 1               | 0               | -                 | -                 | -                              | -                              | -                              | 31    | 12    |
| 2000-2001             | LOSC Lille            | Division 1            | 21          | 2           | 1               | 0               | 1                 | 0                 | -                              | -                              | -                              | 23    | 2     |
| 2001-2002             | LOSC Lille            | Division 1            | 15          | 1           | -               | -               | 1                 | 0                 | C1+C3                          | 4+2                            | 0+0                            | 22    | 1     |
| 2002-2003             | LOSC Lille            | Ligue 1               | 16          | 0           | 3               | 0               | -                 | -                 | CI                             | 5                              | 1                              | 24    | 1     |
| 2003-jan 2004         | LOSC Lille            | Ligue 1               | 9           | 0           | -               | -               | 1                 | 0                 | -                              | -                              | -                              | 10    | 0     |
| jan 2004-2004         | Amiens SC             | Ligue 2               | 14          | 2           | 2               | 0               | -                 | -                 | -                              | -                              | -                              | 16    | 2     |
| 2004-2005             | Amiens SC             | Ligue 2               | 17          | 0           | 1               | 0               | 1                 | 0                 | -                              | -                              | -                              | 19    | 0     |
| 2005-2006             | Calais RUFC           | CFA                   | 15          | 3           | 4               | 0               | -                 | -                 | -                              | -                              | -                              | 19    | 3     |
| 2006-2007             | Calais RUFC           | CFA                   | 33          | 13          | 2               | 2               | -                 | -                 | -                              | -                              | -                              | 35    | 15    |
| 2007-2008             | Calais RUFC           | National              | 21          | 1           | 1               | 0               | -                 | -                 | -                              | -                              | -                              | 22    | 1     |
| 2008-2009             | Calais RUFC           | National              | 13          | 2           | 2               | 0               | -                 | -                 | -                              | -                              | -                              | 15    | 2     |
| Total sur la carrière | Total sur la carrière | Total sur la carrière | 354         | 59          | 26              | 4               | 9                 | 2                 | -                              | 11                             | 1                              | 400   | 66    |

### Dates clés
- 19 décembre 1993 : 1er match en D1 : LOSC - AS Cannes (1-0)
- 10 janvier 2004 : Il signe un contrat de 2 ans et demi avec Amiens.
- 13 juillet 2005 : Transfert à Calais. Il devra toutefois patienter jusqu'au mois d'octobre pour revêtir officiellement le maillot calaisien puisque sa licence amateur ne lui sera délivrée qu'alors.

## Phrase de Vahid Halilhodžić
"Chaque joueur a une histoire, la sienne est exemplaire. Il revient de loin, de très loin même ! À mon arrivée, j'ai senti que j'avais en face de moi un talent gâché, un peu comme Cygan. J'avais tout de suite remarqué qu'il présentait un petit estomac au-dessus de la ceinture pas trop compatible avec le haut niveau. J'ai essayé de l'aider en lui indiquant le chemin à suivre pour retrouver les bonnes sensations et les bons réflexes. C'est un gars très sensible qui a compris les efforts à fournir pour revenir. Mais il lui arrive de se fâcher assez fréquemment. Une fois, il est même rentré chez lui sans prévenir. Le lendemain, je l'ai prévenu : "Si tu recommences, c'est fini pour toi ici !" Heureusement il est toujours avec nous". 
France Football du 2 mars 2001.

## Palmarès
- Finaliste de la Coupe Intertoto en juillet 2002 avec le LOSC
- Champion de D2 en 2000 avec le LOSC
- Champion de CFA Groupe A en 2007 avec Calais
- International espoir (participe au Festival International Espoirs de Toulon et du Var ainsi qu'au Jeux Méditerranéens)